# لقمک

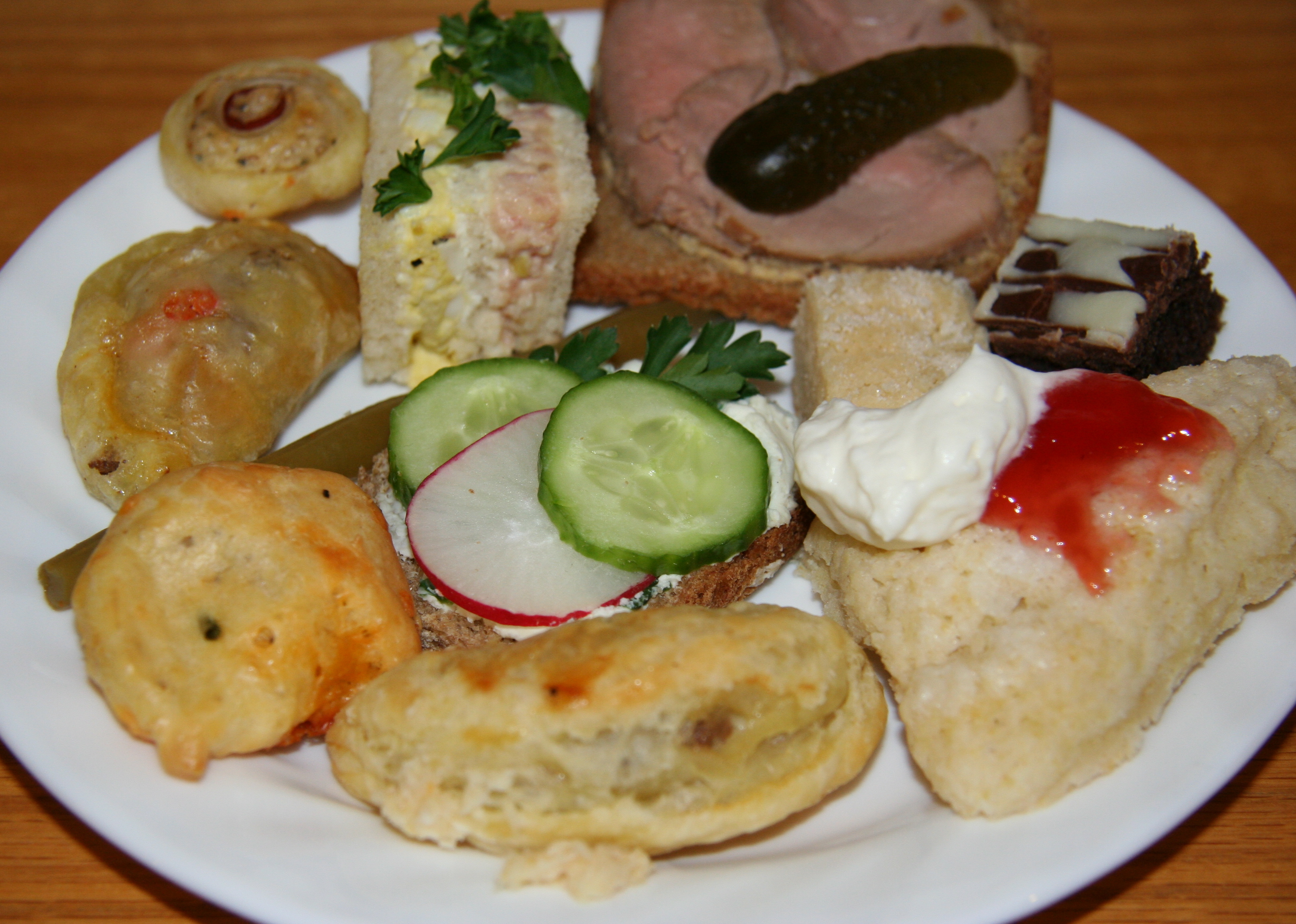
غذاهای انگشتی.

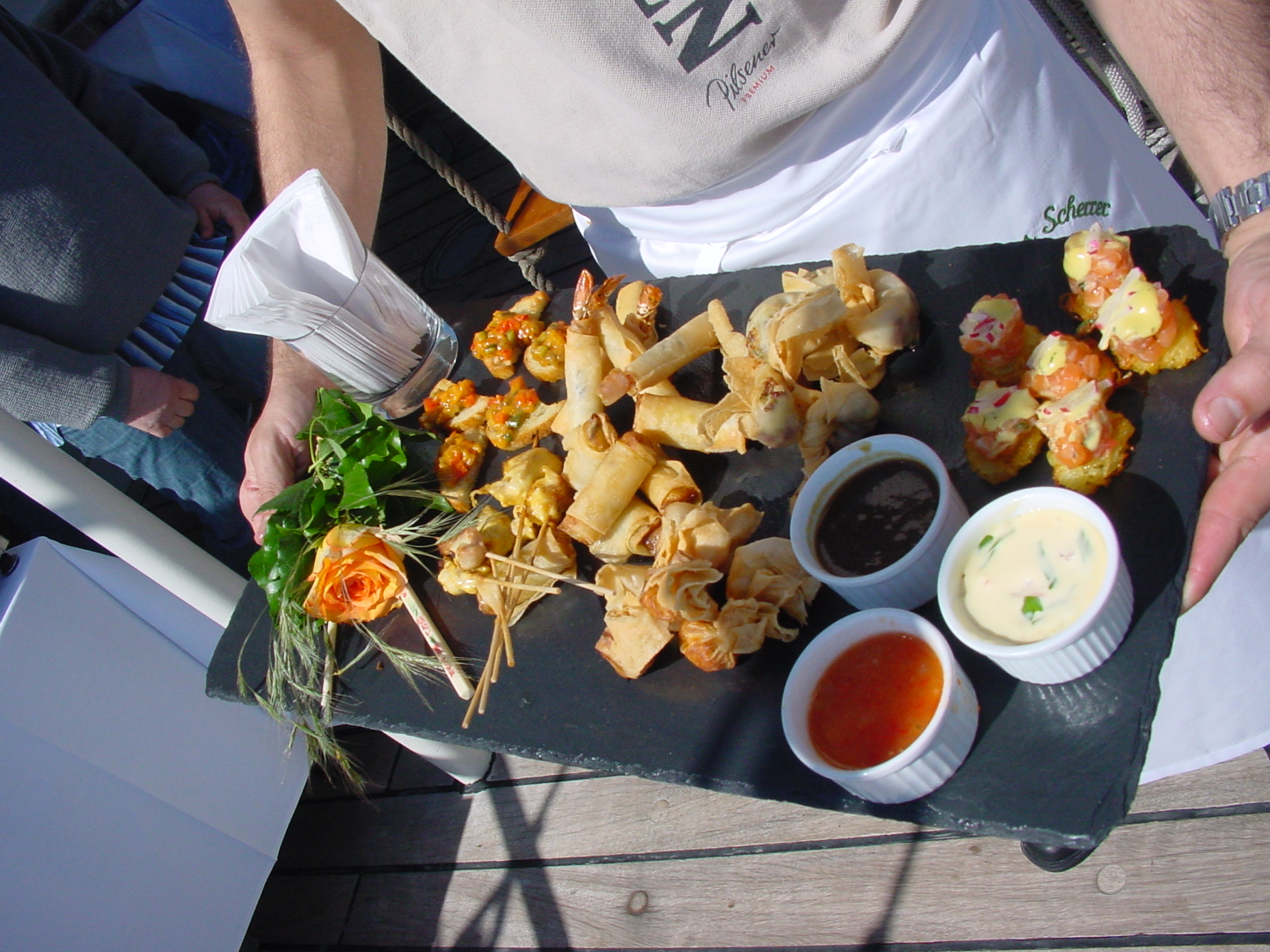
سرو غذای انگشتی سینی.

لقمک، خوراک انگشتی یا فینگرفود (به انگلیسی: Finger food) به هر نوع مواد خوراکی گفته می‌شود که به گونه‌ای طبخ و آماده می‌شوند که به راحتی با دست خورده می‌شوند. لقمه‌های دستی در مقابل غذاهای مفصل قرار می‌گیرند که معمولاً برای خوردن آنها نیاز به استفاده از چاقو، چنگال، قاشق یا انواع کارد و چنگال می‌باشد. در برخی از فرهنگ‌ها، خوراک‌ها تقریباً همیشه با دست خورده می‌شوند؛ برای مثال غذاهای اتیوپی در نان اینجرا پیچیده و خورده می‌شوند. در جنوب آسیا نیز خوردن غذا بیشتر با دست صورت می‌گیرد. بسیاری از غذاهای خیابانی از نوع غذای دستی محسوب می‌شوند.

## انواع
در دنیای غرب، لقمک اغلب پیش غذا یا غذای اصلی است. قطعات کوچک گوشت، رول سوسیس، سوسیس سیخی، سیخ پنیر و زیتون، پای کیش، سمبوسه، ساندویچ و دیگر مواد غذایی مانند نان پیتا از لقمک‌ها هستند برگر، پیتزا، سوسیس، میوه و نان از خوراکهای انگشتی محبوب هستند. دسرها مانند کلوچه، شیرینی و بستنی قیفی یا چوبی هم عمدتاً با دست خورده می‌شوند ولی اغلب به عنوان لقمک محسوب نمی‌شوند.

### برخی از مدل‌های فینگرفود
- لقمه‌های گوجه و کاسنی فرنگی[۵]
- شیرینی پستو
- بروسکتای توت‌فرنگی
- سیخ ملون، پنیر موتزارلا و پروشتو
- تارت سالاد مرغ
- فنجان اسفناج خامه‌ای

## خدمات
در بسیاری از کشورهای غربی کسب و کارهای غذایی وجود دارد که لقمک‌ها را برای رویدادهایی مانند عروسی، نامزدی، تولد و دیگر ن جشنها فراهم می‌کنند. استفاده از لقمک در عروسی‌ها روند رو به رشدی داشته است چرا که ارزان‌تر هستند و منوی انعطاف‌پذیرتری دارند. 